# Suc de canya de sucre
El suc de canya de sucre és el líquid obtingut en premsar canya de sucre (Saccharum officinarum). Es consumeix com a beguda en molts llocs, especialment on la canya de sucre es cultiva comercialment, com al nord d'Àfrica, el subcontinent indi, el sud-est asiàtic, i Amèrica Llatina, on en algunes zones se'l coneix com guarapo. El suc de la canya de sucre s'obté triturant la canya de sucre pelada en un molí i, juntament amb la melassa, és la principal matèria primera per produir rom, així com cachaça. Amb el suc de canya també es produeixen el sucre de canya, la panela i el sucre roig turbinat.
El suc de canya es compon gairebé íntegrament de carbohidrats en forma de sucres 

## Característiques
El suc s'obté premsant la canya amb màquines específiques. Aquest procés s'ha d'efectuar, a tot tardar, 36 h de tallar les canyes. La compactada fibra, anomenada bagàs, s'introdueix a la màquina trituradora, formada per tres grans cilindres que asseguren un triturat cada vegada més fi. El suc que s'extreu així conté un 70% d'aigua, 14% de sacarosa, 14% de matèria llenyosa i 2% d'impureses.
L'última bagassa, molt fibrosa, s'usa com a combustible i aporta energia a la mateixa planta d'extracció.

## Ús
La fermentació del suc de canya suposa la transformació de les molècules de sucre en alcohol. Aquest líquid és lleugerament dolç i posseeix un 5-6 º de graduació alcohòlica. De la seva destil·lació se n'obté el rom agrícola, que només pot provenir de suc fermentat i destil·lat; la cachaça també passa per una fermentació.
El suc de canya, acuradament filtrat, es guarda en tancs de fermentació de 36 a 48 hores. Això dona lloc a un tipus de vi anomenat grap i que conté de 5 a 6 graus dalcohol. Una tona de canya de sucre dona de mitjana 100 litres de rom agrícola a 55°.

## Nutrició

### Riscos per a la salut
El suc de canya de sucre cru pot representar un risc per a la salut dels bevedors a causa de les condicions antihigièniques en què se sol preparar en països amb estàndards sanitaris deficients. Hi ha algunes malalties que poden transmetre's a través de la canya de sucre crua, com la leptospirosi.
Al Brasil, el suc de canya de sucre s'ha relacionat amb casos de malaltia de Chagas, ja que la canya de sucre pot contenir traces del seu patogen responsable, Trypanosoma cruzi, que deixen els insectes infectats si no es neteja adequadament. A Egipte, beure suc de canya de sucre pot presentar riscos per a la salut per contaminació amb micotoxines, aflatoxina B1 i fumonisina B1.